# Jeff Brubaker
Jeffrey Joseph Brubaker (* 24. Februar 1958 in Hagerstown, Maryland) ist ein ehemaliger US-amerikanischer Eishockeyspieler und -trainer, der in seiner aktiven Zeit von 1974 bis 1989 unter anderem für die Hartford Whalers, Canadiens de Montréal, Calgary Flames, Toronto Maple Leafs, Edmonton Oilers, New York Rangers und Detroit Red Wings in der National Hockey League gespielt hat.    

## Karriere
Jeff Brubaker begann seine Karriere als Eishockeyspieler in der Juniorenmannschaft St. Paul Vulcans, für die er von 1974 bis 1976 aktiv war. Anschließend besuchte er kurzfristig die Michigan State University, für deren Eishockeymannschaft er parallel in der Western Collegiate Hockey Association spielte, schloss sich jedoch im Laufe der Saison 1976/77 den Peterborough Petes aus der kanadischen Juniorenliga Ontario Hockey Association an, für die er eineinhalb Jahre lang auflief. Daraufhin wurde er im NHL Amateur Draft 1978 in der sechsten Runde als insgesamt 102. Spieler von den Boston Bruins ausgewählt, für die er allerdings nie spielte. Stattdessen gab der Flügelspieler in der Saison 1978/79 für die Rochester Americans aus der American Hockey League sein Debüt im professionellen Eishockey. Gegen Saisonende wechselte er zu den New England Whalers aus der World Hockey Association. Die WHA stellte am Saisonende den Spielbetrieb ein und die New England Whalers wechselten als Hartford Whalers in die National Hockey League. In der NHL kam der Linksschütze in der Saison 1979/80 zu drei Einsätzen für Hartford, verbrachte den Großteil der Spielzeit allerdings bei den Springfield Indians in der AHL. In der  Saison 1980/81 wurde er in der Hälfte aller Spiele der NHL-Mannschaft der Hartford Whalers eingesetzt, während er die restliche Zeit bei deren AHL-Farmteam Binghamton Whalers verbringen musste. 
Von 1981 bis 1983 lief Brubaker für die Nova Scotia Voyageurs in der AHL auf. Für deren Kooperationspartner Canadiens de Montréal kam er in diesem Zeitraum nur zu insgesamt fünf Einsätzen in der NHL. Während der Saison 1983/84 trat er als Stammspieler für die Colorado Flames in der Central Hockey League an, wobei er parallel auch für deren NHL-Kooperationspartner Calgary Flames in vier Partien auf dem Eis stand. Zur Saison 1984/85 wurde der US-Amerikaner von den Toronto Maple Leafs verpflichtet, bei denen er seine einzige komplette NHL-Spielzeit absolvierte. In 68 Spielen erzielte er acht Tore und vier Vorlagen. In Toronto begann er auch die folgende Spielzeit als Stammspieler, ehe deren NHL-Ligarivale Edmonton Oilers seine Transferrechte erwarb. Bei diesen kam er nur noch vereinzelt zu Einsätzen in der NHL und verbrachte die meiste Zeit im AHL-Farmteam Nova Scotia Oilers. Die Saison 1986/87 beendete er schließlich bei den Hershey Bears aus der AHL. Für die Saison 1987/88 wurde er von den New York Rangers verpflichtet, für die er in der NHL in 31 Spielen zwei Tore erzielte. Die restliche Zeit verbrachte er bei deren Farmteam Colorado Rangers in der International Hockey League. Zuletzt trat er in der Saison 1988/89 für die Detroit Red Wings in der NHL an, für die er allerdings nur ein einziges Spiel bestritt. Die gesamte restliche Spielzeit verbrachte er als Stammspieler bei deren Farmteam Adirondack Red Wings aus der AHL. Anschließend beendete er seine aktive Karriere im Alter von 31 Jahren. 
Von 1989 bis 1995 war Brubaker als Cheftrainer der Greensboro Monarchs aus der ECHL tätig. Mit diesen gewann er in der Saison 1989/90 den Riley Cup. In der Saison 1994/95 scheiterte er mit den Monarchs erst im Playoff-Finale. Ebenso erging es ihm in der folgenden Spielzeit mit dem ECHL-Ligarivalen Jacksonville Lizard Kings. Dazwischen hatte er zudem die Orlando Jackals aus der professionellen Inlinehockeyliga Roller Hockey International betreut. In der Saison 1996/97 führte er die San Antonio Dragons aus der IHL in die zweite Playoff-Runde. Zur Saison 1998/99 schloss er sich den Tallahassee Tiger Sharks aus der ECHL an, mit denen er ebenso die Playoffs verfehlte, wie in den folgenden beiden Jahren mit deren Ligarivalen Greensboro Generals. Zuletzt stand er in der Saison 2004/05 bei den Asheville Aces aus der Southern Professional Hockey League hinter der Bande, mit denen er erneut die Playoffs verpasste.

## Erfolge und Auszeichnungen
- 1990 Riley-Cup-Gewinn mit den Greensboro Monarchs (als Cheftrainer)
- 1996 Murphy-Cup-Gewinn mit den Orlando Jackals (als Cheftrainer)